# Gaspar de Guzmán, conde-duque de Olivares, a caballo
Gaspar de Guzmán, conde-duque de Olivares, a caballo es un óleo sobre lienzo del español Diego Velázquez, realizada hacia el año 1636. Se encuentra en el Museo del Prado de Madrid desde su inauguración en 1819.

## Historia
Del retrato, según la información proporcionada por Antonio Palomino, hizo un panegírico García de Salcedo Coronel. Para el propio Palomino se trataba de «una de las mayores pinturas de Velázquez», en la que «está el conde armado, grabadas de oro las armas, puesto el sombrero con vistosas plumas, y en la mano el bastón de general; parece que, corriendo en la batalla, suda con el peso de las armas, y el afán de la pelea. En término más distante, se divisaban las tropas de los dos ejércitos, donde se admira el furor de los caballos, la intrepidez de los combatientes, y parece que se ve el polvo, se mira el humo, se oye el estruendo, y se teme el estrago». Existen del retrato numerosas copias antiguas, algunas de ellas de tamaño reducido y con el caballo blanco y cintas en la grupa, de las que la más significativa es la de Juan Bautista Martínez del Mazo conservada en el Metropolitan Museum of Art de Nueva York. Posiblemente, se trata del retrato del conde-duque que, atribuido ya a Mazo e indicando que el caballo era blanco y copiado de Velázquez, figuraba en el inventario del marqués de Eliche en 1652, aunque para Carl Justi y otros se trataría de un boceto original de Velázquez y así se presentó en 1960, en la exposición conmemorativa del centenario de la muerte del pintor. Otra réplica, de dimensiones igualmente reducidas, se mencionaba en 1652 en el testamento del pintor Diego Rodríguez.
El cuadro fue adquirido por Carlos III al marqués de la Ensenada, Cenón de Somodevilla y Bengoechea, junto con otras obras relevantes de su colección, como Judit en el banquete de Holofernes de Rembrandt, Rubens pintando alegoría de la Paz de Luca Giordano, La Virgen y el Niño adorados por san Luis, rey de Francia de Claudio Coello, Judith y Holofernes de Tintoretto, San Pedro liberado por un ángel de Guercino y Cristo muerto sostenido por un ángel de Alonso Cano, entrando a formar parte de la colección real en 1768, según el inventario realizado por Anton Raphael Mengs, asesorado por Tiepolo.
En diciembre de 1936 fue evacuado a Valencia en uno de los primeros traslados de obras del Museo del Prado, organizado por razones políticas por José Renau y María Teresa León. Las pésimas condiciones materiales en que se realizó ese traslado hicieron que el cuadro llegase gravemente dañado, mojado, con el barniz disuelto y precipitado, formando rayas en la superficie, y con la tela del forro separada, lo que obligó a enviar a Valencia al restaurador del Museo del Prado, Manuel Arpe y al forrador Tomás Pérez, que se encargaron de su restauración.

## Descripción
El objetivo de la obra fue retratar con poderío al valido del rey Felipe IV Gaspar de Guzmán, un influyente noble y político español, conde de Olivares y duque de Sanlúcar la Mayor, conocido como conde-duque de Olivares.
Como se pensó que la batalla representada al fondo podía ser la batalla de Fuenterrabía, ocurrida en 1638, aunque Olivares no participó personalmente en ella y en el paisaje no se ve un mar sino un río, se dató con posterioridad a ese año. Las semejanzas con los retratos ecuestres pintados por Velázquez para el Salón de Reinos del Palacio del Buen Retiro, sugieren sin embargo que se pintase en las mismas fechas, aunque no como parte del mismo encargo. Es posible, por otra parte, que en él se inspirase Jusepe Leonardo para el Socorro de Brisach, cuadro que colgaba ya en 1635 en los muros del Salón de Reinos.
El conde-duque mira al espectador, asegurándose de que sea testigo de su hazaña. La figura se ve desde un punto de vista bajo y su torso se gira hacia atrás, con lo que parece más esbelto; Olivares era de cuerpo macizo y más bien torpe, tal como se ve en los retratos que Velázquez le había hecho anteriormente. El caballo alza sus patas delanteras, realizando una cabriola o levade, y mira hacia el campo de batalla trazando una diagonal con respecto a las colinas que se aprecian en el paisaje, composición que proporciona energía al retrato y que, por su dinamismo, recuerda a Rubens. Este esquema de retrato ecuestre se diferencia de los realizados para la familia real, y se cree que fue sugerido por Olivares; Velázquez hubo de esmerarse especialmente, pues Olivares era el máximo cargo político de la corte (después del rey) y le había apoyado en sus inicios como pintor en Madrid.
El noble viste un sombrero de ala ancha emplumado y la banda del Estado; en la mano sostiene un bastón de mariscal con el que marca la dirección de la batalla. La coraza que luce es, posiblemente, la que se conserva en el Palacio de Liria de Madrid (colección de la Casa de Alba).
El rico cromatismo y el tratamiento de la luz otorgan a la escena una gran vitalidad.
La batalla en la lejanía está tratada con pequeñas manchas. El paisaje es muy esquemático, pues Velázquez no definió edificios ni personajes. Acaso ello se debe a que el pintor no conocía la localidad de Fuenterrabía, donde aconteció la batalla descrita, aunque otras fuentes creen que no aludía a ninguna batalla concreta. Las colinas se difuminan en tonos verdes y azules, proporcionando sensación de lejanía; por ello se dice que tiene una perspectiva aérea muy acusada.